# Wolfgang Lentsch

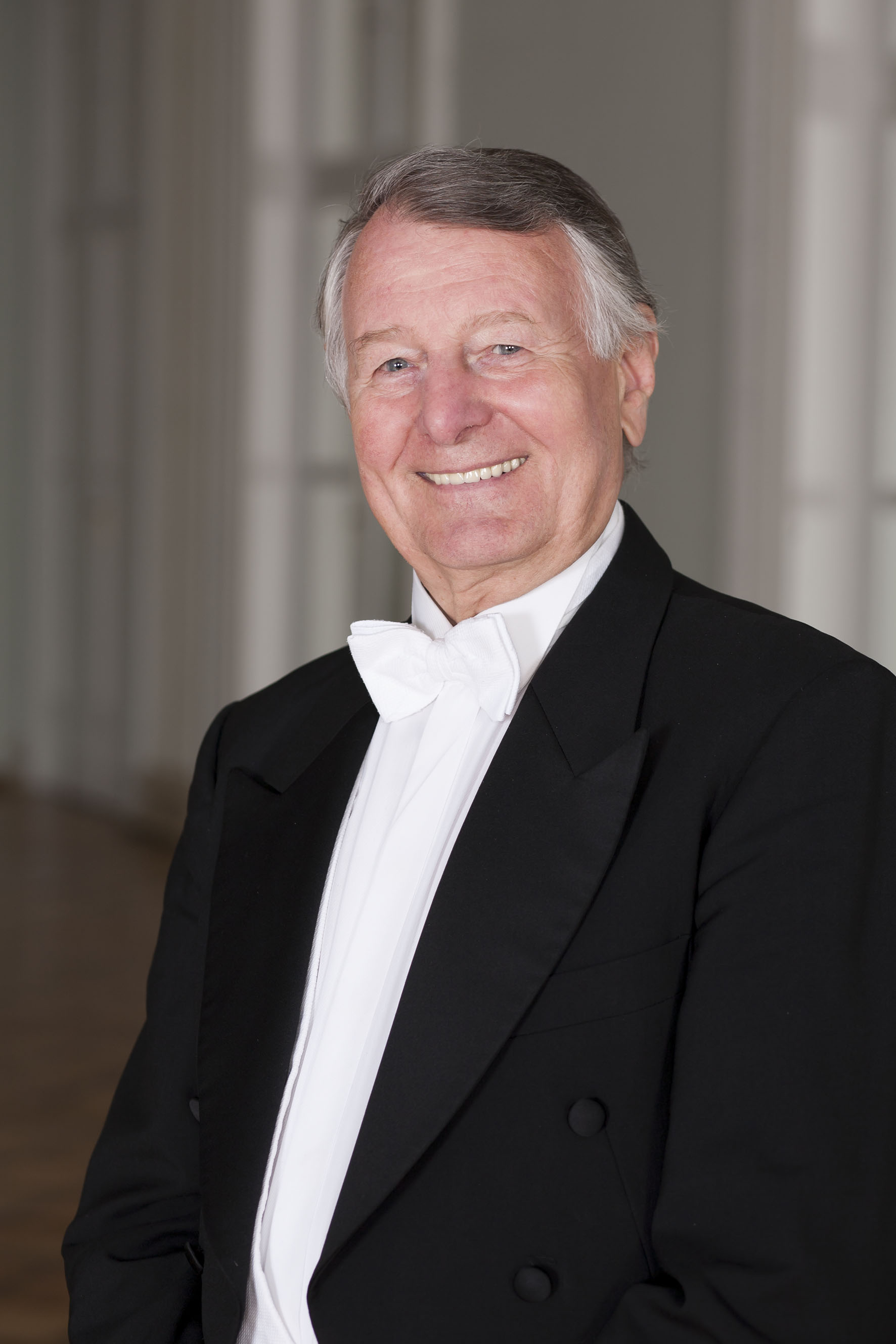
Wolfgang Lentsch

Wolfgang Lentsch (* 1939) ist ein österreichischer Musiker, Pädagoge und Dirigent.
Lentsch wurde 1962 nach seinem Lehramtsstudium an der Hochschule für Musik in Wien graduiert. Nach seiner Ausbildung unterrichtete Lentsch bis zu seiner Pensionierung 1999 am Bundesgymnasium und Bundesrealgymnasium Eisenstadt. Neben seiner Unterrichtstätigkeit am Eisenstädter Gymnasium war Wolfgang Lentsch als Musikerzieher und Lehrerbildner an der Pädagogischen Akademie Eisenstadt aktiv.
1978 gründete Lentsch den „Eisenstädter Singkreis“ und wurde künstlerischer Leiter des „Kammerorchesters Joseph Haydn Eisenstadt“. Die außerschulische Musikerziehung sieht Lentsch im Fokus seiner Bemühungen um die musische Bildung junger Menschen. Vor allem Kinderkonzerten und Hörstunden galt sein Engagement. 
Sein musikalisches Schaffen wurde mehrfach ausgezeichnet und gewürdigt: 1994 wurde Lentsch das Verdienstkreuz der Freistadt Eisenstadt in Gold verliehen; 1996 das Ehrenzeichen „Heiliger Martinus“ der Diözese Eisenstadt in Gold und die Joseph Haydn Gedenkmedaille der Freistadt Eisenstadt in Gold. 1999 wurde er mit dem Großen Ehrenzeichen des Landes Burgenland geehrt.
2015 übergab Lentsch die Leitung des Haydnorchester Eisenstadt an seinen Nachfolger Peter Schreiber.